# 155. oklepna brigada (ZDA)
155. oklepna brigada (izvirno angleško 155th Armored Brigade) je bila oklepna brigada Kopenske vojske Združenih držav Amerike.